# Четвёртая стена
Четвёртая стена — воображаемая стена между актёрами и зрителями в традиционном «трёхстенном» театре. Термин был придуман Дени Дидро в XVIII веке, но введён в обращение лишь в XIX веке с появлением так называемого «театрального реализма». Позднее термин стал использоваться не только в театральном, но и в других видах искусства для обозначения воображаемой границы между любым вымышленным миром и его зрителями: в литературе, кинематографе, комиксах, компьютерных играх и т. д.

## Разрушение четвёртой стены
«Ломкой четвёртой стены» называют действие актёра, обращающегося непосредственно к зрителю со сцены или с экрана, либо «осознание» персонажем своей вымышленности и/или присутствия зрителя, наблюдающего за ним. Данная техника особенно распространена в комедиях и мультфильмах, однако также используется и в серьёзных, драматических произведениях (например, в экспериментальной пьесе Юджина О’Нила «Странная интерлюдия» (1928) главный герой делится своими сокровенными мыслями, обращаясь к зрителям).
Считается, что техника «ломки четвёртой стены» позволяет зрителю глубже погрузиться в вымышленный мир действа, поверить, что всё происходящее — это реальные события.

### Художественная литература
Используя данный приём, авторы заставляют своих персонажей обращаться к читателям напрямую или же делать лирические отступления. Например, в романе Джаспера Ффорде «Четвёртый медведь» герои обсуждают плохую шутку, написанную автором: «Не верится, что это сходит ему с рук». Ещё одной формой подобной техники являются романы, написанные от первого лица, где рассказчик обращается к читателю напрямую. Подобные примеры можно найти у Шарлотты Бронте в её романе «Джейн Эйр», в книге Лемони Сникета «33 несчастья». Благодаря повествованию от первого лица, мысли героя становятся доступны читателям, что позволяет автору выражать внутренние рассуждения и чувства рассказчика, а также самонаблюдения героев.
Иногда в произведении присутствует персонаж автора произведения, к которому обращаются обычные герои. Например, цикл «Тёмная башня» Стивена Кинга, где пару раз героям встречался персонаж Стивена Кинга.

### Театр
«Ломка четвёртой стены» в театре связана с традиционными репликами апарт, направленными в публику в театральной постановке. Такая техника широко использовалась в античном театре, также активно к разрушению четвёртой стены прибегал в своих пьесах Шекспир. Например, комедия «Сон в летнюю ночь» заканчивается словами:
Доброй ночи вам, друзья. 
Вы похлопайте, а Робин
Вам отплатит, чем способен.
Натуралистический театр также актуализировал это понятие, сделав сцену абсолютно непроницаемой. Установка на жизнеподобие, усвоенная «новой драмой»[уточнить] на определённом этапе её развития, подразумевала, что жизнь на сцене протекает совершенно независимо от присутствия всего в нескольких метрах от неё посторонних наблюдателей.

### Кинематограф
Одним из первых случаев применения данной техники в кино стал фильм братьев Маркс «Воры и охотники» (1930), в котором Граучо обрывает диалог и делится своими мыслями со зрителями, подойдя к камере. С тех пор режиссёры всё чаще и чаще «ломают четвёртую стену», обращая своих героев напрямую к зрителям репликами или же простым взглядом в камеру. Также встречается у Жана-Люка Годара, например, в фильме «На последнем дыхании». Более поздним примером является фильм «Бойцовский клуб». Возвращаясь в конце ленты к первой сцене, голос за кадром вместо «Я не могу ни о чём думать» произносит «Я всё ещё не могу ни о чём думать». Затем следует саркастическая ремарка «А, ретроспективный юмор».
Австрийский кинорежиссёр Михаэль Ханеке в своём триллере «Забавные игры» показывает один из ярчайших в современном кинематографе примеров «ломки четвёртой стены». Постоянно акцентируя внимание на присутствии зрителя по ту сторону экрана, режиссёр превращает публику не в свидетеля происходящего, а скорее в соучастника. Режиссёр достигает эффекта вовлечённости зрителя в сюжет и чувства реальности происходящего. Не ограничиваясь взглядами в камеру, главный герой периодически обращается к зрителям: «Вам бы, наверное, уже хотелось закончить смотреть этот фильм?». Планируя жестокую расправу над героями картины, он интересуется у зрителей, на кого бы они поставили, а в один из моментов берёт пульт от телевизора и отматывает несколько минут кинофильма к началу. Ровно на 80 минуте фильма главный герой произносит фразу «Мы ещё не достигли даже стандартной длины полнометражного фильма», а в последней сцене злодеи обсуждают природу кино и проблему связи реального мира с вымышленным. В интервью Ханеке отмечает, что этим фильмом хотел показать, как легко манипулировать зрителем.
Классическим примером «ломки четвёртой стены» стал фильм Вуди Аллена «Энни Холл», герои которого то и дело обращаются к своим воспоминаниям. Примечательна сцена, в которой главный персонаж Сингер, не стерпев неверную цитату известного философа Маршалла Маклюэна, выводит в кадр самого Маршалла Маклюэна, который с удовольствием поправляет персонажа.
В советском кинематографе примерами являются фильмы «Добро пожаловать, или Посторонним вход воспрещён» (в конце фильма пионер говорит в камеру: «А чего это вы тут делаете? Кино-то уже кончилось!») и «Иван Васильевич меняет профессию» (Жорж Милославский после обворовывания квартиры стоматолога Шпака говорит: «Граждане, храните деньги в сберегательной кассе. Если, конечно, они у вас есть»).
Известный комедийный фильм Терри Гиллиама и Терри Джонса «Монти Пайтон и Священный Грааль» пронизан использованием данного приёма (например, монстр исчез из-за проблемы с сердцем у художника-аниматора), что, в данном случае, направлено на усиление комичности.
Критики использования данной техники в кино считают, однако, что само обращение героев к зрителям ненормально для данного жанра, что оно разрушает «визуальную иллюзию» кино.

### Телевидение
Исследование, проведенное в США в конце 20 века, показало, что комедийные телешоу, в которых применяется эффект «ломки четвёртой стены», намного больше нравятся зрителям, чем их традиционные аналоги. Авторы исследования пришли к выводу, что аудитория любит чувствовать себя частью медиа, а чувство вовлечённости в происходящее при обращении к аудитории возрастает.
Создатели британского комедийного сериала «Летающий цирк Монти Пайтона» не раз прибегали к приёму «ломки четвёртой стены», например:
- Группа персонажей, потерянных в джунглях, осознаёт, что они спасены, заметив камеры операторов.
- Испанские инквизиторы торопятся, так как начались титры и серия подходит к концу.
- Персонажи сверяются со сценарием, потому что не помнят, что должно произойти в следующей сцене.
- Комментарий персонажа: «Это конец сезона, они могли бы придумать что-нибудь более смешное!».

В современном телевидении также нередко используется приём «ломки четвёртой стены». Ярким примером является сериал «Карточный домик», в котором общение главного героя Фрэнка Андервуда со зрителями стало неотъемлемой частью повествования. Герой объясняет зрителю свои поступки, посвящая его в свои планы, и даже, кажется, испытывает эмоции по отношению к аудитории. Так, в одном из эпизодов расстроенный Андервуд обращается в камеру: «А ты на что уставился?».
Создатели британского сериала «Шерлок» показали связь персонажей и реального мира. Так, после прыжка Шерлока, роль которого исполнил Бенедикт Камбербэтч, с крыши здания, фанаты сериала строили разные догадки насчёт того, как герой мог выжить. Позже создатели сериала ввели в сюжет фан-клуб Шерлока (являющийся прямым отражением реальных фанатов сериала), участники которого давали свои версии, как детектив мог выжить. Многие из версий и были взяты из обсуждений реального фан-клуба сериала. Показывая как интернет-пространство может соединять реальное и вымышленное, создатели сериала воссоздали тот самый интернет-блог доктора Ватсона, который сделал аудиторию сериала и его персонажей ещё ближе.
«Слом четвёртой стены» можно увидеть в таких телесериалах, как «Сообщество», «Студия 30», «Симпсоны», «Сверхъестественное», «Офис», «Замедленное развитие», «Юристы Бостона» и др.

### Мультипликация
Техника разрушения четвёртой стены активно используется в анимации. Так, герои короткометражных мультипликационных фильмов Warner Bros. Багз Банни и Даффи Дак систематически ломают четвёртую стену, обращаясь к зрителям, а в некоторых фильмах мультипликационная природа историй подчёркивается и обыгрывается через взаимодействие персонажей с художником-мультипликатором или через реплики, обращённые к сценаристу. Во многих мультфильмах Текса Эйвери («The Early Bird Dood It!», «Who Killed Who?», «King-Size Canary» и др.) четвёртая стена разрушается путём прямых обращений персонажа к зрителю (в вербальной форме, а зачастую при помощи табличек с написанными на них репликами), а также выходом героев за пределы анимационного кадра.

### Компьютерные игры
Сама по себе интерактивная природа видеоигр подразумевает активное вовлечение игрока в действие, и видеоигры часто обращаются к игроку (с предложением ввести имя персонажа, название населённого пункта и т. п.; с просьбой нажать определённую кнопку на клавиатуре или джойстике). Однако эти операции не являются разрушением четвёртой стены до тех пор, пока персонажи игры не начинают обращаться к игроку напрямую или не проявляют осознания того, что они находятся в игре.
В ролевой игре «Mother 2» в ходе финальной битвы с инопланетным захватчиком Пола Джонс девочка с псионическими способностями обращается к игроку с просьбой помолиться за героев.

### Комиксы
Джокер, суперзлодей из вселенной комиксов DC регулярно ломает четвёртую стену: он обращается со страниц комиксов к редактору или художнику, в некоторых ситуациях взаимодействует с собственным пузырём с текстом; в мини-серии «Emperor Joker» Джокер даже переворачивает за читателя страницу.
Техника ломки четвёртой стены регулярно используется героем комиксов Marvel Дэдпулом (в частности, он отдаёт себе отчет в том, что он нарисованный герой и его действия являются выдуманной историей).
Герои комикса «Скотт Пилигрим» вообще постоянно ломают четвёртую стену.

## «Пятая стена»
Термин «пятая стена» был введён в употребление позднее и обозначает невидимую границу между критиками (читателями) и вымышленным миром. Также может иметься в виду стена между самими зрителями во время просмотра.
Проблеме «ломки пятой стены» были посвящены несколько семинаров в театре «Глобус» в 2004 году.
Также «пятой стеной» называют телевизор, так как он позволяет видеть мир за пределами четырёх стен комнаты; и экран, на который проецируются образы в «театре теней».